# Dörrenberg (Pfälzerwald)
Der Dörrenberg ist ein 429,8 Meter hoher Berg im Pfälzerwald.

## Geographie

### Lage
Der Berg liegt auf der Gemarkung der Ortsgemeinde Esthal abseits des Kernortes, der sich weiter nordwesltich befindet und enthält mit dem Sattelmühlereck einen Ostläufer, der 305,3 Meter hoch ist. An dessen Ostfuß liegt der wohnplatz Sattelmühle. Entlang seines Nordostfußes verläuft der Esthalbach, wo sich ebenso der Wohnplatz Esthaler Forsthaus befindet. Entlang seiner Nordwestflanke fließt das Vordere Sattelbächlein. Benachbarte Berge sind der Aschberg im Nordwesten, der Unterstädter Berg im Nordosten, der Steinberg im Südosten.

### Naturräumliche Zuordnung
1. Großregion 1. Ordnung: Schichtstufenland beiderseits des Oberrheingrabens
2. Großregion 2. Ordnung: Pfälzisch-saarländisches Schichtstufenland
3. Großregion 3. Ordnung: Pfälzerwald
4. Region 4. Ordnung (Haupteinheit): Mittlerer Pfälzerwald
5. Region 5. Ordnung: Tal-Pfälzer-Wald

## Natur
Mit dem Fels am Sattelmühlereck am Ostläufer existiert am Berg ein Naturdenkmal.

## Tourismus
Über den Berg führt der örtliche Rundwanderweg 5.

## Verkehr
Entlang seines Nordfußes verläuft die Kreisstraße 23 und entlang seines Südostfußes die Landesstraße 499.